# Mother's Milk
Vous lisez un « bon article » labellisé en 2015.
Albums de Red Hot Chili Peppers
The Uplift Mofo Party Plan
(1987) Blood Sugar Sex Magik
(1991)
Singles
1. Knock Me Down
Sortie : 8 avril 1989
2. Higher Ground
Sortie : 22 août 1989
3. Taste the Pain
Sortie : 14 octobre 1989

Mother's Milk est le quatrième album studio du groupe américain de funk rock Red Hot Chili Peppers sorti le 16 août 1989 sur le label EMI. Il fait suite à The Uplift Mofo Party Plan, sorti en 1987 et seul album avec la formation originale, le guitariste Hillel Slovak étant mort d'une overdose d'héroïne en juin 1988 et le batteur Jack Irons souffrant d'une dépression. Le chanteur Anthony Kiedis et le bassiste Flea sont alors rejoints par le guitariste John Frusciante et le batteur Chad Smith, le premier influençant significativement le son des Red Hot en privilégiant la mélodie au rythme.
En plus de certaines chansons directement issues de jam sessions, le disque est enregistré et produit dans plusieurs studios de Los Angeles sous la direction de Michael Beinhorn, dont l'acharnement pour sortir un tube et les désirs autour des effets de guitare finissent par détériorer sa relation avec les musiciens. Porté par ses singles Knock Me Down et Higher Ground (reprise de Stevie Wonder), mais très fraîchement reçu par la critique, l'album se révèle le plus grand succès commercial du groupe à l'époque avec 500 000 ventes aux États-Unis en six mois, devenant ainsi le premier disque d'or des Red Hot.
Accompagné d'une tournée d'un an et demi, où les Red Hot Chili Peppers jouent en Amérique du Nord, en Europe et au Japon, et au cours de laquelle ils ont plusieurs fois affaire à la justice, Mother's Milk constitue le tournant de leur carrière, les faisant passer du rang d'inconnus au succès local à celui de meilleur groupe de la côte Ouest du moment.

## Genèse

### Contexte
Une fois signés chez EMI, les Red Hot Chili Peppers s'installent sur le devant de la scène funk rock avec leur premier album éponyme, sorti en 1984. Déçus du résultat, le chanteur Anthony Kiedis et le bassiste Flea remplacent Jack Sherman à la guitare par le cofondateur du groupe Hillel Slovak, qui a quitté son groupe What Is This? quelques semaines plus tôt,. Freaky Styley, le deuxième album studio du groupe sorti en 1985, est donc le premier enregistré avec Slovak. Pour le suivant, The Uplift Mofo Party Plan en 1987, le batteur d'origine Jack Irons reprend lui aussi sa place après avoir quitté What Is This?. C'est le seul disque qui réunit tous les membres d'origine puisqu'au cours de la tournée qui suit, Slovak décède d'une overdose d'héroïne en juin 1988 et laisse le groupe en état de choc. Irons, partant en dépression, quitte les Red Hot Chili Peppers, tandis que Kiedis et Flea veulent aller de l'avant.
En septembre, ils font donc appel au guitariste Blackbyrd McKnight, ancien membre du groupe funk Parliament, et au batteur D. H. Peligro, du groupe Dead Kennedys,. Le manager du groupe, Lindy Goetz, réalise quelques jours plus tard que le nouveau guitariste ne convient pas à la formation et le renvoie après seulement trois concerts et l'enregistrement de la chanson Blues for Meister. McKnight est furieux et menace de brûler la maison de Kiedis.
Courant octobre, Flea propose alors l'audition de John Frusciante, grand fan des Red Hot Chili Peppers et admirateur de Slovak, avec qui il a déjà joué lors de jam sessions. Kiedis et Flea l'auditionnent et concluent qu'il peut prendre la place de McKnight. Très heureux de pouvoir intégrer la formation dont il est fan, Frusciante accepte immédiatement et ne donne pas suite au contrat offert par le groupe Thelonious Monster (en),. Bien qu'admirateur de la musique des Red Hot Chili Peppers, il explique ne pas être habitué à leur style : « je n'étais pas vraiment un musicien funk avant de rejoindre le groupe. J'ai appris tout ce dont j'avais besoin pour m'associer musicalement à Flea, en étudiant le jeu d'Hillel [Slovak], et j'ai tout pris de celui-ci ».
Le nouveau quatuor part pour une petite tournée de trois mois et demi dénommée Turd Town Tour (en) et commence à composer des chansons pour le nouvel album. Peligro est renvoyé à son tour fin novembre pour son addiction aux drogues et à l'alcool, ses prestations musicales en devenant médiocres. Le reste du groupe organise des auditions ouvertes afin de recruter leur nouveau batteur. Le dernier à passer, Chad Smith, est un musicien musclé d'1,90 m qui, selon Flea, « [leur] a mis le feu au cul ». L'entrevue « laisse le groupe dans un fou-rire dont [ils n'ont] pas pu se débarrasser pendant une demi-heure ». Bien que provenant du classic rock et du heavy metal alors qu'ils viennent du punk rock, les trois membres des Red Hot Chili Peppers pensent pouvoir créer une relation saine avec lui et l'engagent officiellement le 3 décembre pour les derniers concerts de la tournée.

### Enregistrement et production

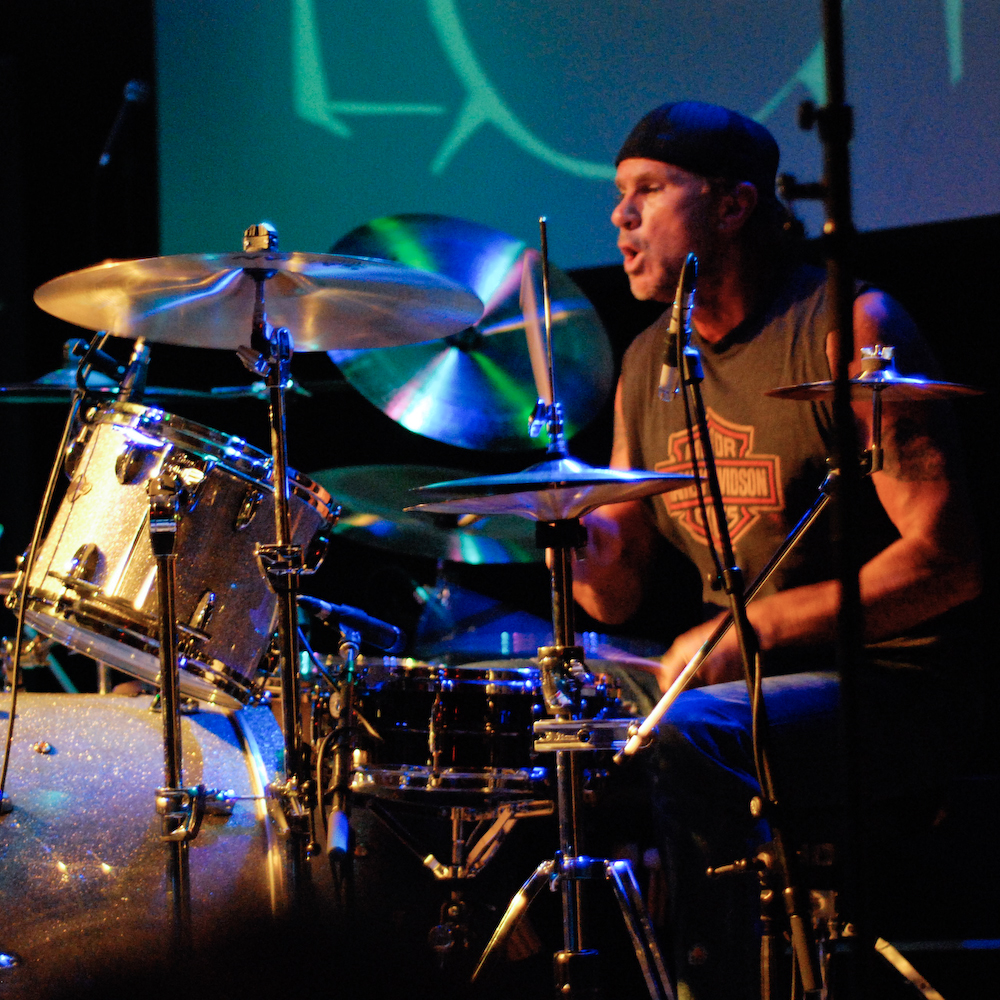
Chad Smith (ici en 2007) rejoint le groupe quelques semaines avant l'enregistrement de Mother's Milk.

Contrairement aux sessions irrégulières de The Uplift Mofo Party Plan, pendant lesquelles Anthony Kiedis disparaissait fréquemment pour aller chercher de la drogue, celles de Mother's Milk se déroulent sans heurt. Plusieurs chansons sont déjà composées auparavant et Taste the Pain est même enregistrée avec Philip « Fish » Fisher à la batterie avant la phase de pré-production en janvier 1989. Le groupe se rend aux studios Hully Gully à Silver Lake, quartier de Los Angeles, pour mettre sur piste plusieurs morceaux. Le titre Knock Me Down est d'ailleurs directement issu de ces jam sessions, sans aucune retouche de la part du producteur Michael Beinhorn. D'après Flea, elles ont porté leur fruit : « nous jouions vite et fort, plus que n'importe quand auparavant, je pense. Il y avait du niveau. [...] Nous jouions tout le temps, nous apprenions à nous connaître, et un album en est sorti ». Kiedis et Flea reconnaissent que la présence de Frusciante a une influence significative sur le nouveau son du groupe et par conséquent, les sessions au Hully Gully se montrent extrêmement productives. Flea explique que Frusciante « est un élément important dans le nouveau son des Red Hot car il leur a ouvert les yeux ».
En février, les Red Hot Chili Peppers se rendent au studio Ocean Way Recording d'Hollywood pour commencer les sessions d'enregistrement. Kiedis et Flea passent leur temps à se moquer de Frusciante, tout en éprouvant une forte admiration pour lui. Le guitariste rencontre par ailleurs quelques difficultés d'adaptation par rapport au son du groupe, mais l'enregistrement a lieu dans de bonnes conditions. Frusciante estime que la situation est « bizarre » car l'enregistrement de l'album débute seulement quelques mois après son arrivée et quelques semaines après celle de Smith, considérant qu'il « cherche encore sa place, qu'ils ne sont que quatre individualités et que la musique, c'est fusionner des gens en une seule unité. C'est ce que nous sommes devenus après plusieurs tournées : un poulpe cosmique à huit bras ». Durant les sessions, Beinhorn pousse les musiciens à produire les meilleures prises possibles pour chacun des treize morceaux, dans l'intention d'en faire un album phare.
Alors que le stress et des tensions animent assez régulièrement les sessions du groupe sur les précédents albums, celles de Mother's Milk prennent une plus grande ampleur, de par les désirs incessants de Beinhorn de faire un tube. Ce dernier explique qu'il « [avait] une relation personnelle très intense avec eux et quelque part le long du chemin, [il] les [a] perdus ». Il se dispute constamment avec Frusciante à propos des effets de guitare, souhaitant « un gros son, craquant, presque metal », alors qu'il produit « un son acid rock intéressant, avec beaucoup de classe et de funk sexy ». Le guitariste est d'ailleurs frustré par l'attitude du producteur et finit par être dégoûté de son jeu, trouvant ça trop « macho ». Ayant la sensation qu'« il voulait faire sortir quelque chose de lui qu'il ne sentait pas », Kiedis raconte qu'il ne supporte plus la direction du producteur sur la fin et une dernière dispute enterre définitivement toute relation entre les deux hommes.

## Parution et accueil

### Sortie et promotion

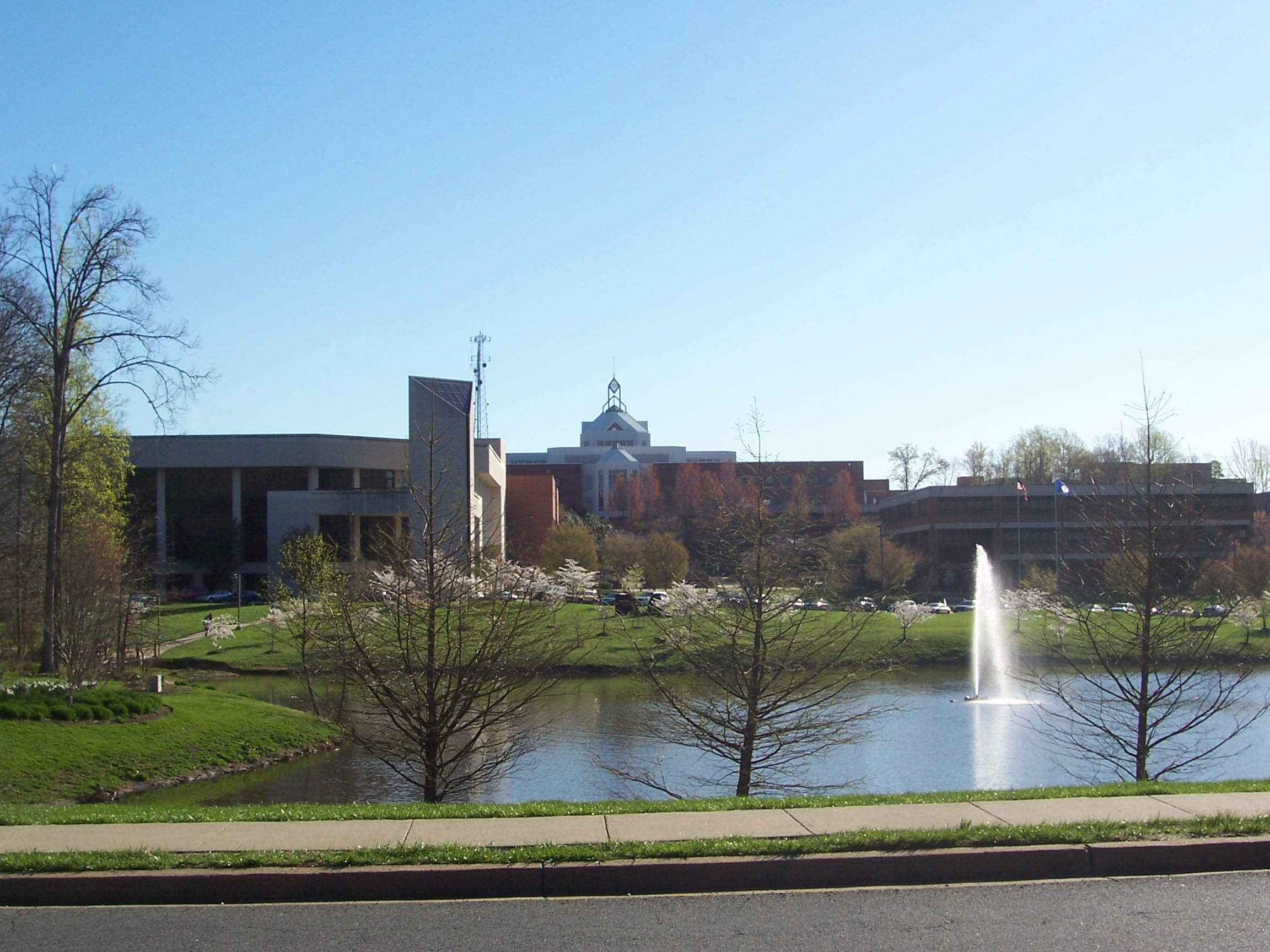
L'université George Mason de Fairfax, en Virginie est le théâtre des premiers écarts du groupe, qui conduisent à l'arrestation de Kiedis pour exhibition sexuelle et attentat à la pudeur au printemps 1989.

En mars 1989, les Red Hot Chili Peppers se lancent sur une courte tournée intitulée Positive Mental Octopus pour familiariser les fans à Smith et Frusciante. Avec plusieurs dates sur les côtes Ouest et Est des États-Unis, elle voit Frusciante s'affirmer, voire « prendre la grosse tête ». Flea raconte qu'« il était désagréable avec les filles et il les énervait. Mais il fallait s'y attendre, je veux dire, merde, t'as 18 ans et t'en baves pour coucher avec une fille, et tout à coup, t'es dans un groupe et les filles veulent baiser. Normal que tu pètes un câble ». Un autre incident est à déplorer à la suite du concert donné à l'université George Mason de Fairfax, en Virginie : une étudiante accuse Kiedis de s'être livré à une exhibition sexuelle et à un attentat à la pudeur. Le chanteur est arrêté puis libéré sous caution en attendant son procès.
Quelques semaines avant la sortie de Mother's Milk, le maxi For the Thrashers contenant quatre chansons de l'album (Stone Cold Bush, Fire, Nobody Weird Like Me et Punk Rock Classic) est envoyé aux radios pour commencer sa promotion. Ils font également appel à Drew Carolan pour tourner les clips. Il réalise dans un premier temps celui de Good Time Boys, qui apparaît sur le coffret Hard 'n Heavy Vol. 2 paru en 1989, mais dont la vidéo n'a jamais été publiée par le groupe ou même considérée comme officielle. Carolan doit ensuite se charger des clips des singles Higher Ground et Knock Me Down. L'idée initiale pour le premier est d'avoir Stevie Wonder assis en position du lotus, tandis que les Red Hot Chili Peppers dansent autour de lui, mais l'artiste refuse d'apparaître dans la vidéo. Kiedis laisse alors le réalisateur décider de tout le côté artistique, « à condition qu'on ait l'air de Dieux du Funk ». À l'inverse du clip de Higher Ground qui est exubérant et joyeux, celui de Knock Me Down est plus poignant, car c'est « un morceau très spécial pour le groupe et il se devait d'être traité avec le plus grand soin et le plus grand respect. Anthony et Flea voulaient juste que ce soit vraiment émouvant, avec un sentiment d'urgence ». Chacun des clips est terminé en une journée avec relativement peu de moyens, mais le résultat devient un élément clé du succès de l'album. Une fois la production terminée, MTV diffuse les deux clips quotidiennement et met le groupe en avant, les présentant comme des étoiles montantes et « un groupe à suivre ».
Premier aperçu de l'album, Higher Ground est publié le 8 avril 1989 et entre dans plusieurs classements de ventes de singles : 11e au Billboard Hot Modern Rock Tracks, 26e au Billboard Hot Mainstream Rock Tracks et 54e au Royaume-Uni notamment,. Mother's Milk sort le 16 août 1989, accompagné une semaine plus tard de Knock Me Down, qui n'obtient qu'une sixième place au Billboard Hot Modern Rock Tracks. Un troisième et dernier single, Taste the Pain, est publié le 14 octobre, avec un clip réalisé par Tom Stern et Alex Winter, dont le seul classement est une 29e position au Royaume-Uni.
L'album est complètement remastérisé en 2003, proposant six morceaux supplémentaires, ainsi qu'un manuscrit de Flea. Une version célébrant le vingt-cinquième anniversaire de sa première sortie est prévue pour 2014 et annoncée par Smith lors des répétitions du groupe pour le Super Bowl XLVIII. À la date anniversaire, le batteur explique que celle-ci est toujours d'actualité et qu'elle inclura l'intégralité des chansons remastérisées pour l'occasion, le live d'un concert à Cleveland de la tournée Mother's Milk Tour et des produits dérivés. Il précise qu'aucun titre inédit ne devrait être ajouté car, en dehors d'une reprise de Stairway to Heaven dont il ne sait pas si leur prise a été enregistrée, tous ont déjà été publiés.

### Accueil critique
Mother's Milk reçoit un accueil mitigé de la part des critiques musicales. Il est ainsi encensé par Amy Hanson, d'AllMusic, qui le définit comme « l'album pivot des Red Hot Chili Peppers, celui qui leur a permis de passer de rappeurs funk rock inconnus à mauvais garçons pour grand public », « prenant le meilleur de The Uplift Mofo Party Plan et le portant à son paroxysme ». Matthijs van der Lee, pour Sputnikmusic, pense de même et ajoute que « la formation Kiedis + Flea + Frusciante + Smith a toujours été la meilleure et le premier album de celle-ci en est la preuve, contenant alchimie, énergie et certaines des meilleures chansons du groupe ». Steve Morse, du Boston Globe, partage cet avis et y voit « un mix boosté entre du metal, du funk et du rap, comme si Prince rencontrait Jimi Hendrix dans la Quatrième Dimension ». Pour sa part, le Toronto Star compare les Red Hot Chili Peppers aux « Mothers of Invention des années 1990 ». Ryan Waring, du Inflatable Ferret, affirme que « Mother's Milk pose les fondations du son qui définit les Red Hot pour le reste de leur carrière... Si ça n'avait pas sonné de cette manière, le groupe aurait pu ne pas survivre aux années 1980 ». Finalement, c'est « le meilleur groupe de la côte Ouest des États-Unis » de l'époque selon Seth Limmer, de PopMatters.
Mais l'album est aussi fortement déprécié. Par le critique musical Robert Christgau, qui juge « problématique » la réalisation de celui-ci. En effet, il estime « la technique pas assez bonne et les guitares trop mises en avant, ce qui rend le tout assez vulgaire », mais pense tout de même qu'ils peuvent faire mieux. L'avis est partagé par Carly Darlin, du Orange County Register, qui ne lui trouve rien d'original en dehors de Pretty Little Ditty, « un morceau instrumental rêveur ». Elle ajoute que c'est finalement un retour aux origines punk rock du groupe, dont la reprise de Fire de Jimi Hendrix déjà sortie deux ans plus tôt sur le single Fight Like a Brave ne fait que confirmer. Mark Jenkins, du Washington Post, qualifie l'album d'« éclectique » car il a l'impression que celui-ci « cherche son chemin, comme si le groupe se disloquait », mais note tout de même que Frusciante possède « de solides aptitudes pour le metal et il les montre ».

### Succès commercial, classements et certifications
À sa sortie, Mother's Milk se hisse à la 52e place du Billboard 200, classement américain des ventes d'albums, mais n'entre pas dans ceux de la France et du Royaume-Uni. Il prend en revanche la 33e position en Australie, la 47e en Nouvelle-Zélande et la 69e aux Pays-Bas. Moins d'un an plus tard, fin mars 1990, l'album permet au groupe de décrocher sa première certification : un disque d'or aux États-Unis, synonyme de plus de 500 000 exemplaires vendus. Fin février 1991, il obtient la même récompense au Canada, synonyme de 40 000 ventes, puis dépasse le million de copies aux États-Unis au début de l'année 2003, devenant par conséquent disque de platine. En juillet 2013, il dépasse les 60 000 exemplaires vendus au Royaume-Uni et y est donc disque d'argent. Pour Jeff Apter, ce succès apparaît comme la récompense de tout le travail fourni depuis leurs premiers albums : « après cinq dures années, marquées par plusieurs départs et une mort tragique, les Red Hot étaient enfin devenus plus qu'un succès local ».
| Classement musical            | Meilleure position |
| ----------------------------- | ------------------ |
| Australie (ARIA)              | 33                 |
| États-Unis (Billboard 200)    | 52                 |
| Nouvelle-Zélande (RIANZ)      | 47                 |
| Pays-Bas (Mega Album Top 100) | 69                 |

| Pays        | Ventes      | Certifications |
| ----------- | ----------- | -------------- |
| Canada      | 40 000 +    | Or             |
| États-Unis  | 1 000 000 + | Platine        |
| Royaume-Uni | 60 000 +    | Argent         |

### Tournées
Le succès de Mother's Milk étant plus important que les précédents albums, le groupe joue également dans des lieux adaptés pour un plus grand public. En plus d'avoir désormais des musiciens et chanteurs en arrière-scène (leur ami Keith « Tree » Barry au cor et les choristes Kristen Vigard et Vickie Calhoun), ils voyagent pour la première fois dans un véritable bus pour tournées. Le lancement officiel du Mother's Milk Tour se fait au Tramps, un club de New York, et est suivi par une date unique en Europe, le 26 août 1989 au festival Uitmarkt sur la place du Dam à Amsterdam devant 10 000 personnes, Pukkelpop annulant son édition à la suite du désistement de ses deux têtes d'affiche,.

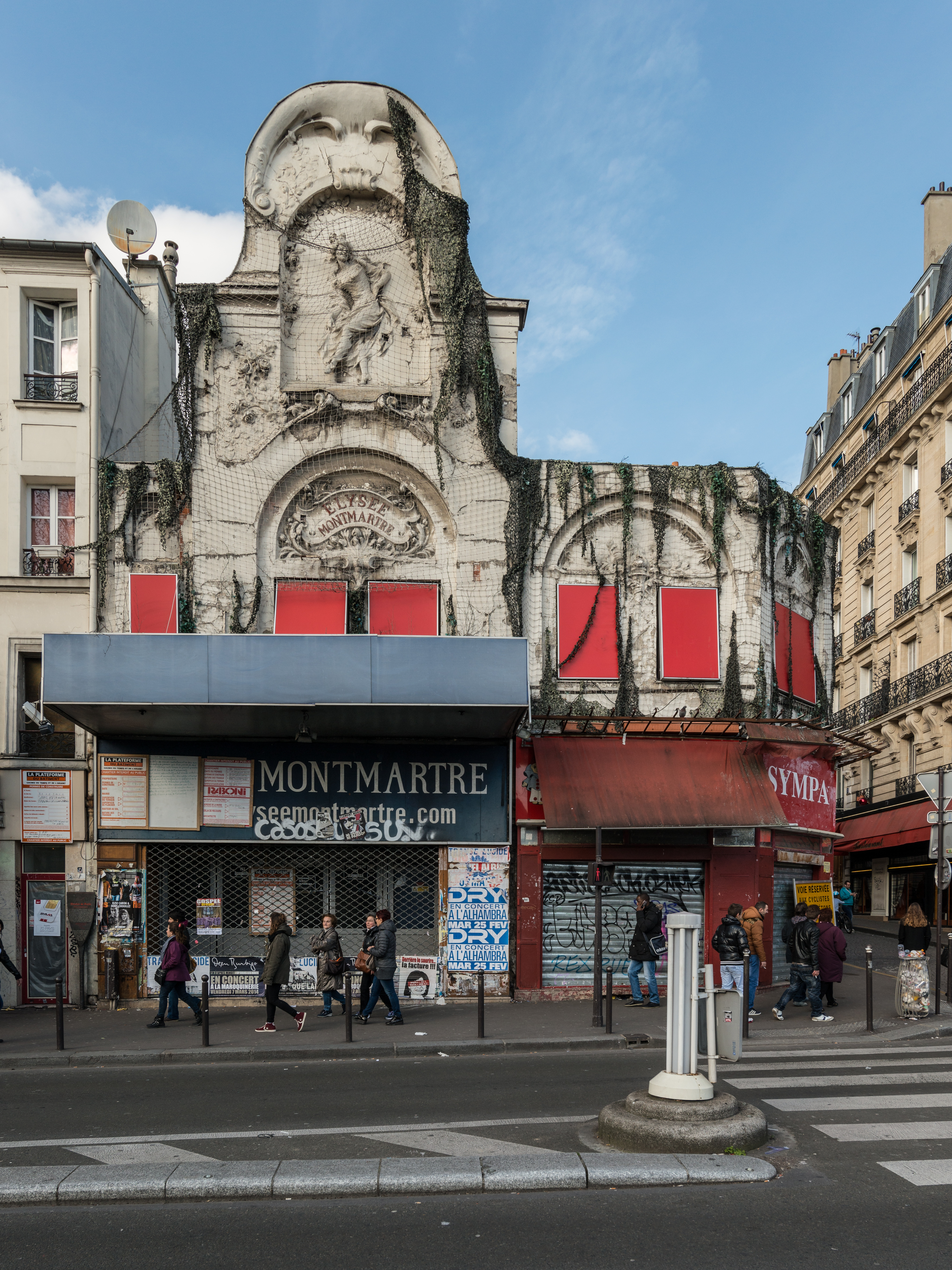
Début mars 1990, les Red Hot se produisent à l'Élysée Montmartre pour l'un des trois concerts français de la tournée Mother's Milk Tour.

Les Red Hot Chili Peppers entame leur étape nord-américaine le 8 septembre par le Canada et un concert au Commodore Ballroom (en) de Vancouver. Le concert du sur-lendemain au Starry Night (en) de Portland enthousiasme le journaliste John Foyston de l'Oregonian : « le quartet hollywoodien a mis la foule dans un tel état qu'il fallait être là pour le voir. Les fans ont plongé de la scène dès l'apparition du groupe. Une fois sur scène, ce n'était que chance et chutzpah ». Après celui du 16 décembre au Colorado Indoor Sports Complex de Denver, c'est Todd Caudle de la Gazette de Colorado Springs qui apprécie leur performance : « c'était le genre d'endroits où les enfants pouvaient rester des enfants. Tout le monde se fichait des boissons renversées sur le sol et des combles qui tremblaient à cause de l'explosion de décibels. La foule était trempée de sueur, les gens se pressaient contre la barrière devant la scène et hurlaient à chacune des chansons, jouées rapidement et furieusement l'une après l'autre ». Jouant à guichets fermés tous les soirs et avec un album vendu à presque 500 000 exemplaires, les Red Hot Chili Peppers éprouvent des difficultés à gérer leur nouvelle renommée. Ainsi, le magazine Spin rapporte qu'à la suite du concert du 1er décembre au Fox Theater d'Atlanta, Flea invite une femme dans sa chambre d'hôtel mais s'enferme finalement dans la salle de bain en arrivant, ne pensant qu'à sa femme et sa fille. En parallèle, Keidis rompt avec l'actrice Ione Skye après deux ans de relation, tandis que Frusciante reconnaît plusieurs années plus tard qu'il « abusait totalement de la situation, faisant la fête et baisant plein de filles ». Il considère qu'il « avait peut-être l'air d'un beau gosse à 19 ans, mais [il] était un gringalet à l'intérieur dont il n'était pas fier ». Le groupe termine l'année et leur tournée nord-américaine par un concert à Long Beach le 30 décembre et le réveillon de la Saint-Sylvestre au Memorial Sports Arena de Los Angeles.
Les Red Hot Chili Peppers commencent l'année 1990 avec quatre concerts au Japon, avant de poursuivre au Royaume-Uni, en Belgique, aux Pays-Bas, en Allemagne, en Suisse et en France — le Transbordeur à Lyon, le Cousty Bar à Besançon et l'Élysée Montmartre à Paris — jusque début mars. Le groupe y est moins connu, ce qui perturbe le chanteur : « on est des stars aux States et c'est assez frustrant et déroutant que personne ne nous connaisse ici »,. Alors qu'ils jouent à Daytona Beach en Floride pour le Spring break du 14 au 16 mars, MTV leur demande de participer à leur reportage. Pendant le spectacle, Flea et Smith font monter la foule sur la scène et la situation dérape, les deux se retrouvant soupçonnés d'avoir agressé sexuellement et insulté une femme du public. Ils sont arrêtés quelques jours plus tard et condamnés pour voie de fait, trouble à l'ordre public et incitation à commettre un acte pervers, mais sont libérés en échange d'une caution de 2 000 $. Leur arrestation aggrave le jugement de Kiedis lors de son procès en Virginie : il est finalement condamné pour agression sexuelle, outrage public à la pudeur et à 1 000 dollars d'amende par chef d'inculpation.
À près un passage à l'émission Late Night with David Letterman le 30 mars, le groupe se produit de nouveau aux États-Unis jusqu'au 1er juin, puis participe au Pinkpop, aux Pays-Bas. La formation enchaîne avec quelques concerts au Royaume-Uni en juin, dont deux à la Brixton Academy de Londres,. Les Red Hot Chili Peppers prennent alors du repos, bien que Frusciante et Flea montent pour quelque temps le groupe H.A.T.E. avec le bassiste John Norwood Fisher et le chanteur Angelo Moore de Fishbone. EMI met à profit leur succès en publiant au cours de l'année 1990 les VHS Positive Mental Octopus, compilation de clips des Red Hot Chili Peppers, et Psychedelic Sexfunk Live from Heaven, vidéo live de leur concert du 30 décembre 1989 à Long Beach. À l'automne, le quatuor enregistre deux nouveaux morceaux : Show Me Your Soul, pour la musique du film Pretty Woman, et une reprise de Takin' Care of Business, de Bachman-Turner Overdrive, qui reste inédite. Ils terminent l'année en jouant devant plus de 10 000 personnes au Civic Auditorium de San Francisco pour la Saint-Sylvestre. Le photographe du groupe, Tony Woolliscroft, le considère comme le « plus grand [concert] où [il] les a vus jouer à cette époque. Ça [lui] a donné une idée de tout le travail accompli les années précédentes ». Le Mother's Milk Tour s'achève donc après un an et demi, pour environ cent cinquante concerts donnés en Amérique du Nord, en Europe et au Japon.

## Caractéristiques artistiques

### Thèmes et compositions
Avec l'arrivée de Frusciante, le style des Red Hot Chili Peppers évolue. Le producteur Michael Beinhorn remarque que « John s'est rapidement avéré être le guitariste parfait pour le groupe : il apporte les éléments d'écriture et de composition qui n'avaient jamais été vraiment la priorité des autres » et qu'il est devenu par la suite un personnage central du quatuor, « tant sa composition représente une caractéristique du groupe ». Frusciante introduit des mélodies, des harmonies et des structures complexes, en opposition aux précédents albums, où le groove et le rythme étaient la base des chansons. La présence de Beinhorn conduit à un grand nombre riffs de heavy metal et de superpositions excessives sur l'album.
Mother's Milk offre un panel de genres musicaux sur ses treize pistes. Ainsi, parmi les chansons enregistrées aux studios Hully Gully début 1989, Knock Me Down propose un style différent de ce que les Red Hot Chili Peppers ont fait jusqu'à présent, avec des paroles introspectives analysant la mort de Slovak et les effets dévastateurs que la drogue peut avoir sur la vie. Pour Kiedis, dont l'écriture tourne surtout autour du sexe et du style de vie hédoniste, il s'agit d'une nouveauté. Cependant, le chanteur ne veut pas que le morceau soit associé à la pensée « anti-drogue » : « [la chanson] parle de laisser vos amis savoir quand vous avez besoin d'aide, et d'essayer d'accepter l'aide des autres, que ce soit pour des problèmes de drogue, ou tout autre problème ». La chanson fait également allusion à l'arrêt de la prise d'héroïne et de cocaïne de Kiedis depuis la mort de Slovak. Le journaliste musical Jeff Apter le considère de fait comme « clairement le morceau le plus important que le groupe ait jamais écrit. Il prouve que les Red Hot Chili Peppers sont plus que des débiles avec une chaussette sur la bite »,. Bien que toujours influencé par le punk et le funk rock typiques des Red Hot Chili Peppers, le morceau comporte aussi des mélodies et des harmonies typées rock alternatif, que le groupe adopte pour ses prochains albums,. Prévu à l'origine pour être un duo entre Kiedis et Frusciante, le mixage final met davantage en avant la voix du second.
Higher Ground, chanson écrite et enregistrée à l'origine en 1973 par Stevie Wonder, permet au groupe de briller sur la scène internationale car elle fait une reprise parfaite pour le groupe selon Flea : « [...] les paroles sont géniales. Surtout vu la situation du groupe et notre état d'esprit depuis quelques mois. Cette chanson parle de s'élever et d'évoluer spirituellement ». Le bassiste ajoute qu'ils voulaient aussi rendre hommage à Wonder et à son apport important à la pop. Le morceau est l'incarnation de l'utilisation massive de distorsion et de superpositions d'effets sur Mother's Milk puisqu'elle commence par une ligne de basse funk immédiatement suivie par plusieurs effets de guitare heavy metal superposés et de voix retouchée. Des chœurs chantés par des amis et des techniciens qui ont travaillé sur l'album sont utilisés sur le refrain afin de donner une impression d'unité.

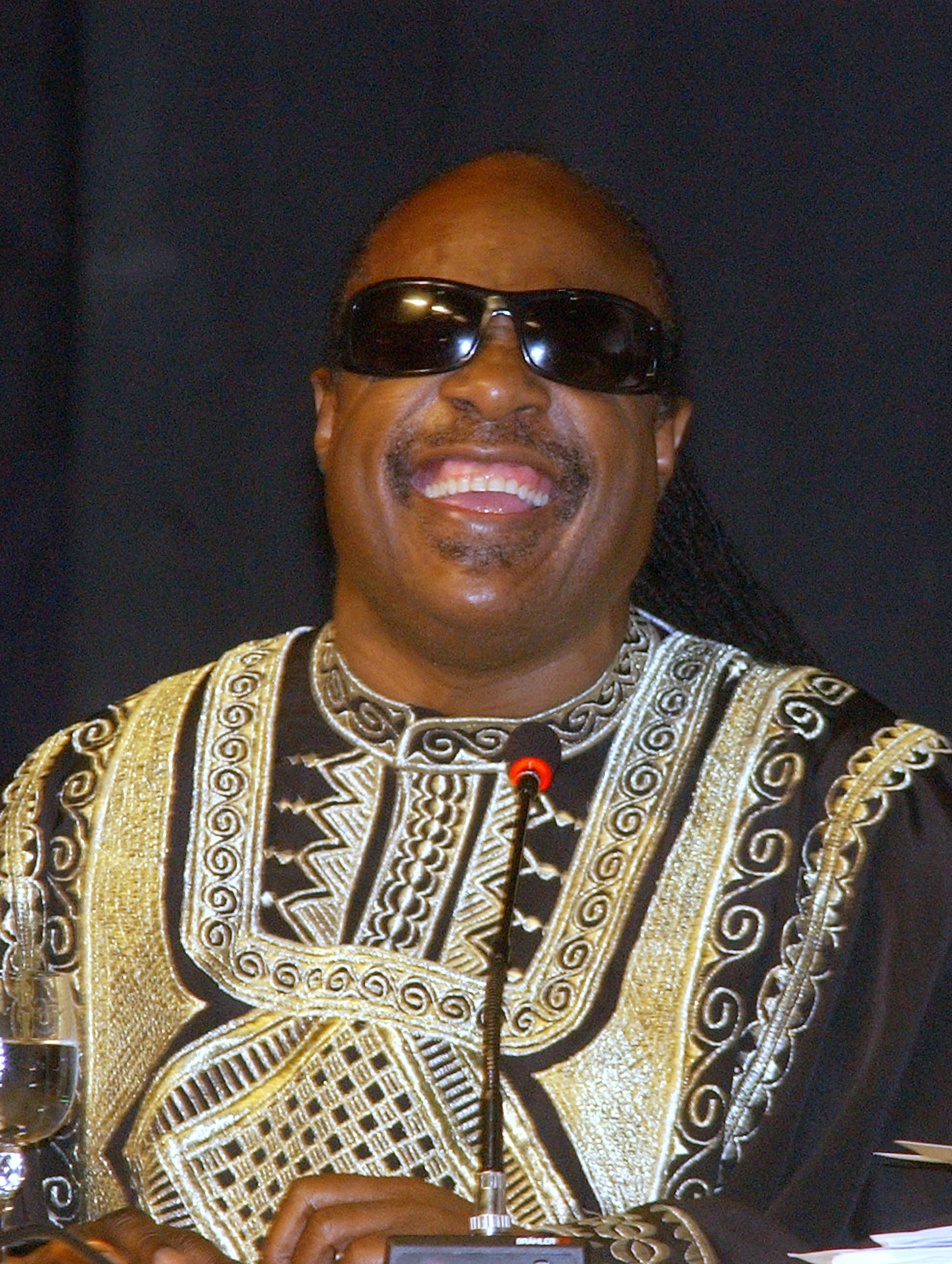
La reprise d'Higher Ground de Stevie Wonder permet aux Red Hot de briller sur la scène internationale.

La chanson instrumentale Pretty Little Ditty, une des seules sans superposition de guitares, est décrite par Apter comme « faite de rêve, de douce ivresse, avec un arpège habile de Frusciante, accompagné par-ci, par-là de la trompette de Flea ». La piste insolite devait durer plus de trois minutes, mais est réduite à un peu plus d'une minute avant la sortie de l'album, la version remasterisée de 2003 contenant la version longue. Taste the Pain présente une thématique plus mélodieuse et propice à la méditation un peu dans l'esprit de Knock Me Down. Frusciante y introduit une progression psychédélique à la guitare, tandis que les paroles portent sur l'amour et la mort. Enregistré avant l'arrivée de Smith, c'est Philip « Fish » Fisher, du groupe Fishbone, qui joue la batterie dessus. D'autres chansons comme Stone Cold Bush parlent de prostitution, alors que Punk Rock Classic est une imitation des chansons typiquement punk rock des groupes Black Flag et The Germs, qui ont grandement influencé les Red Hot Chili Peppers.

### Pochette et illustrations
La pochette de Mother's Milk montre une photo en noir et blanc du groupe dans les bras d'une immense femme nue, ses seins étant cachés par une rose et le corps de Kiedis. Plusieurs chaînes de distribution nationales refusent alors de vendre le disque à cause de la nudité affichée. Une version censurée est donc créée, où les membres du groupe occupent beaucoup plus d'espace sur l'image. L'idée provient d'une affiche publicitaire des années 1960 pour Sly and the Family Stone que Kiedis a en poster, sur laquelle le leader Sly Stone tient le groupe en miniature dans sa paume. Deux femmes sont choisies pour figurer sur la pochette : la petite amie de Kiedis, Ione Skye, et le mannequin Alaine Dawn. Cette dernière est finalement conservée mais n'est pas prévenue de cette décision. Des posters promotionnels sont également tirés à un nombre limité, mais sans l'accord de Dawn. Elle poursuit donc le groupe en justice et obtient 50 000 dollars de dédommagements. Le choix de la photo du groupe est aussi un casse-tête car Frusciante refuse toutes les prises sauf celle qui est retenue et où il rit assis.
En plus de la version censurée, un autocollant d'avertissement explicit language est apposé sur la pochette de Mother's Milk. Mais cela ne gêne pas Kiedis, qui reconnaît « les paroles très explicites, que ce soit à propos de sexe ou d'amitié ou de l'amour de la vie en général ». La couverture du livret est une peinture de Slovak. Les singles suivent la même charte graphique puisque leur pochette montre les membres du groupe devant la tête de Kiedis pour Higher Ground, devant un éléphant dans un décor africain pour Knock Me Down et sur fond jaune et orange pour Taste the Pain.

## Fiche technique

### Liste des chansons
Toute la musique est composée par Anthony Kiedis, Flea, John Frusciante et Chad Smith, sauf mention contraire.
| No  | Titre                                                                           | Auteur                            | Durée |
| --- | ------------------------------------------------------------------------------- | --------------------------------- | ----- |
| 1.  | Good Time Boys                                                                  |                                   | 5:02  |
| 2.  | Higher Ground                                                                   | Stevie Wonder                     | 3:23  |
| 3.  | Subway to Venus                                                                 |                                   | 4:25  |
| 4.  | Magic Johnson                                                                   |                                   | 2:57  |
| 5.  | Nobody Weird Like Me                                                            |                                   | 3:50  |
| 6.  | Knock Me Down                                                                   |                                   | 3:45  |
| 7.  | Taste the Pain                                                                  | Frusciante, Kiedis, Flea, Peligro | 4:32  |
| 8.  | Stone Cold Bush                                                                 | Frusciante, Kiedis, Flea, Peligro | 3:06  |
| 9.  | Fire                                                                            | Jimi Hendrix                      | 2:03  |
| 10. | Pretty Little Ditty (3:07 sur la version remastérisée de 2003)                  |                                   | 1:37  |
| 11. | Punk Rock Classic (contient une partie de Sweet Child O' Mine de Guns N' Roses) |                                   | 1:47  |
| 12. | Sexy Mexican Maid                                                               | Frusciante, Kiedis, Flea, Peligro | 3:23  |
| 13. | Johnny, Kick a Hole in the Sky                                                  |                                   | 5:12  |

| 14. | Song That Made Us What We Are Today (démo) |              | 12:56 |
| 15. | Knock Me Down (version originale)          |              | 4:44  |
| 16. | Sexy Mexican Maid (version originale)      |              | 3:59  |
| 17. | Salute to Kareem (démo)                    |              | 3:24  |
| 18. | Castles Made of Sand (live)                | Jimi Hendrix | 3:19  |
| 19. | Crosstown Traffic (live)                   | Jimi Hendrix | 2:53  |

| Red Hot Chili Peppers - Anthony Kiedis : chant - John Frusciante : guitare électrique, chœurs - Flea : basse, trompette - Chad Smith : batterie, percussions - Hillel Slovak : guitare sur Fire - Jack Irons : batterie sur Fire Musiciens additionnels - Dave Coleman : violoncelle sur Taste the Pain - Philip « Fish » Fisher : batterie sur Taste the Pain - Patrick English : trompette sur Subway to Venus - Keith « Tree » Barry : saxophone ténor sur Subway to Venus et Sexy Mexican Maid - Lon : trombone sur Subway to Venus | - Michael Beinhorn : producteur, ingénieur du son - Eddie DeLena : ingénieur du son - Sean Demey : ingénieur du son - Garth Richardson : ingénieur du son - Dave Jerden : mixage - George Marino: matriçage - Nels Israelson : photographie - Anthony Kiedis : artwork |